# Поленца Скало (Мачерата)
Поленца Скало (итал. Pollenza Scalo) насеље је у Италији у округу Мачерата, региону Марке.
Према процени из 2011. у насељу је живело 263 становника. Насеље се налази на надморској висини од 174 м.